# Initiative populaire « Introduction de la semaine de 40 heures »
L'initiative populaire  « Introduction de la semaine de 40 heures » est une initiative populaire fédérale suisse, rejetée par le peuple et les cantons le 5 décembre 1976.

## Contenu
L'initiative propose d'ajouter un article 34octies à la Constitution fédérale pour fixer la durée normale du travail à 40 heures par semaine au maximum.
Le texte complet de l'initiative peut être consulté sur le site de la Chancellerie fédérale.

## Déroulement

### Contexte historique

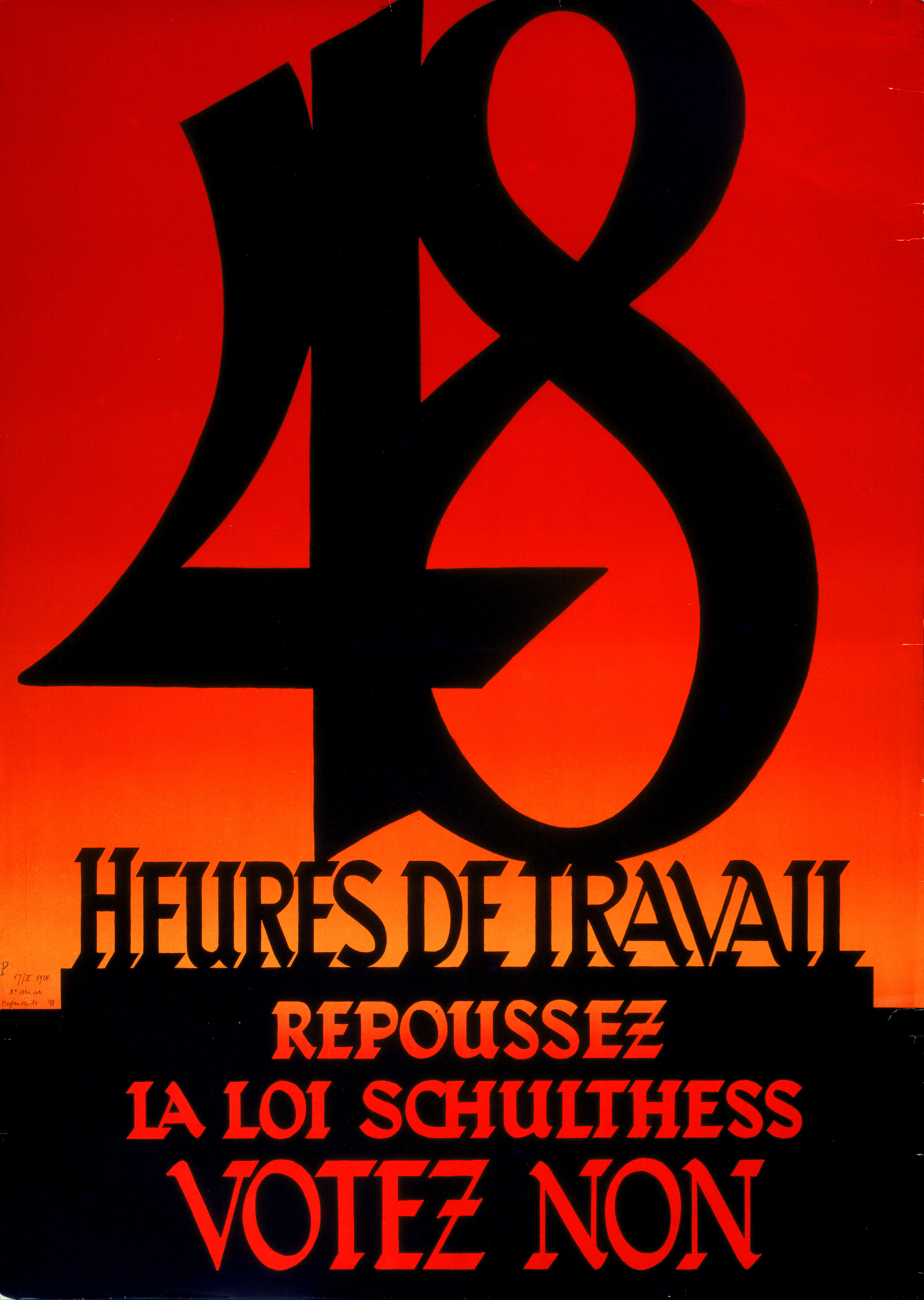
Affiche contre l'augmentation de la durée du travail de 48 à 54 heures. La votation fédérale sur la révision de la loi sur les fabriques (« loi Schulthess ») a rejetée cette augmentation en 1924.

La première loi européenne visant à limiter le temps de travail est adoptée en 1848 dans le canton de Glaris ; elle limite à 15 heures par jour (incluant la pause de midi) le travail des adultes dans les filatures de coton. Lors de l'instauration de l'État fédéral de 1848, le domaine de la protection des travailleurs reste une prérogative cantonale ; si certains cantons, tels ceux de Bâle-Ville ou du Tessin réduisent progressivement la durée quotidienne de travail à 12 heures, d'autres ne légifèrent pas sur cette question, créant ainsi un déséquilibre concurrentiel que ne parviennent pas à régler différentes tentatives de concordat intercantonal.
La Confédération, saisie de cette affaire, édicte alors la loi du sur le travail dans les fabriques qui limite la durée normale du travail pour tous les ouvriers de fabrique à 11 heures par jour ; cette loi est approuvée par le peuple le 21 octobre 1877, puis révisée en 1914 pour fixer la limite au travail hebdomadaire à 59 heures. Alors que la semaine de 48 heures s'impose un peu partout en Europe, une nouvelle modification de cette loi (dite « Loi Schulthess ») qui propose d'augmenter la durée maximum du travail à 54 heures par semaine et 10 heures par jour, est refusée en votation le 17 février 1924.
Après la Seconde Guerre mondiale, l'Alliance des Indépendants dépose une initiative pour réduire le temps de travail hebdomadaire à 44 heures ; Cette initiative est rejetée en votation populaire le 20 octobre 1958. Une année après le rejet de cette initiative, l'union syndicale suisse en lance une autre sur le même thème mais la retire à la suite d'une nouvelle modification de la loi sur le travail qui fixe, en 1964 la limite hebdomadaire à 46 heures.
Entre 1964 et 1975, plusieurs motions fédérales vont réduire le temps de travail dans différentes professions. C'est par exemple le cas pour les conducteurs professionnels de véhicules automobiles en 1966, les entreprises de transport publics en 1971 et les entreprises industrielles en 1975 ; dans ce dernier cas, la durée hebdomadaire maximale est descendue à 45 heures.
Lorsque les Organisations progressistes de Suisse déposent cette initiative, leurs principaux arguments sont, outre l'évolution comparable du temps de travail dans les pays voisins, l'accélération des cadences de travail et l'augmentation progressive des distances séparant le lieu de travail du domicile.

### Récolte des signatures et dépôt de l'initiative
La récolte des 50 000 signatures a débuté le 14 octobre 1971. L'initiative a été déposée le 22 novembre 1973 à la chancellerie fédérale qui l'a tout d'abord déclarée invalide, une première série de listes de signatures ne contenant que le texte de l'initiative en allemand, les versions françaises et italiennes ayant été ajoutées par la suite ; selon le décompte de la Chancellerie fédérale, les 11 613 signatures de la première versions ayant été déclarées invalides, l'initiative n'avait pas récolté un total de 50 000 signatures. Cette décision de l'administration a été cependant été cassée en recours par le Tribunal fédéral qui a déclaré l'initiative valide le 10 avril 1974.

### Discussions et recommandations des autorités
Le parlement et le Conseil fédéral recommandent le rejet de cette initiative. Dans son rapport aux chambres fédérales, le gouvernement rejette l'idée d'inscrire dans la Constitution une mesure amenée à être modifiée dans le temps, en particulier alors que les autorités fédérales possèdent déjà la compétence de réduire le temps de travail par voie légale. De plus, cette initiative ne fait aucune distinction entre les différentes classes de travailleurs et devrait s'appliquer à tous, y compris à des classes professionnels tels que les agriculteurs ou les employeurs ce qui, selon le Conseil fédéral, va contre la tradition et le système juridique alors en vigueur.

### Votation
Soumise à la votation le 5 décembre 1976, l'initiative est refusée par la totalité des 19 6/2 cantons et par 78,0 % des suffrages exprimés. Le tableau ci-dessous détaille les résultats par cantons :

## Effets
Après le refus de cette initiative, deux nouvelles propositions semblables seront faites par l'Union syndicale suisse : la première échoue lors de la récolte des signatures en 1977 et la seconde devant le peuple le 4 décembre 1988.`
À la fin du XXe siècle, une nouvelle révision de la loi sur le travail change la valeur de référence pour une durée annuelle et non plus hebdomadaire afin d'offrir plus de flexibilité sur le temps de travail.